# (12421) Zhenya
(12421) Zhenya – planetoida z pasa głównego asteroid okrążająca Słońce w ciągu 3 lat 306 dni w średniej odległości 2,45 j.a. Odkryta 16 października 1995 roku. Przed nadaniem nazwy planetoida nosiła oznaczenie tymczasowe (12421) 1995 UH5